# Bahnstrecke Oldenburg–Wilhelmshaven
| |                                                  |                                          |                                          |
| Streckennummer (DB): | 1522                                             |                                          |                                          |
| Kursbuchstrecke (DB): | 392                                              |                                          |                                          |
| Kursbuchstrecke: | 221 (1946) 221p (Wilhelmshaven Hbf – Sande 1946) |                                          |                                          |
| Streckenlänge: | 52,4 km                                          |                                          |                                          |
| Spurweite: | 1435 mm (Normalspur)                             |                                          |                                          |
| Streckenklasse: | D4                                               |                                          |                                          |
| Stromsystem: | 15 kV 16,7 Hz ~                                  |                                          |                                          |
| Streckengeschwindigkeit: | 120 km/h                                         |                                          |                                          |
| Zugbeeinflussung: | PZB                                              |                                          |                                          |
| Zweigleisigkeit: | durchgehend                                      |                                          |                                          |
| |                                                  |                                          |                                          |
| \| \| 52,4 \| Wilhelmshaven (bis 2011 Hbf) \| Wilhelmshaven (bis 2011 Hbf) \| \| \| 50,7 \| Rüstringen \| Rüstringen \| \| \| \| Oststrecke vom Innenhafen \| \| \| \| 50,3 \| Wilhelmshaven West (Awanst, ehem. Bf) \| Wilhelmshaven West (Awanst, ehem. Bf) \| \| \| \| Ems-Jade-Kanal (Klappbrücke) \| \| \| \| 48,1 \| Mariensiel \| Mariensiel \| \| \| \| Küstenbahn von Jever, vom JadeWeserPort \| \| \| \| \| Südstrecke vom Innenhafen \| \| \| \| 45,0 \| Sande \| Sande \| \| \| 38,9 \| Ellenserdamm \| Ellenserdamm \| \| \| \| Ellenserdammer Tief \| \| \| \| \| Woppenkamper Bäke \| \| \| \| \| ehem. Strecke nach Ocholt \| \| \| \| 37,5 \| Schwarzer Rabe (Üst) \| Schwarzer Rabe (Üst) \| \| \| 33,9 \| Dangast \| Dangast \| \| \| \| ehem. Strecke von Neuenburg (Oldb) \| \| \| \| 30,8 \| Varel (Oldb) \| Varel (Oldb) \| \| \| \| ehem. Strecke zum Vareler Hafen \| \| \| \| \| ehem. Strecke nach Rodenkirchen \| \| \| \| 23,9 \| Jaderberg Hp (seit 14. Juni 2020)[2] \| Jaderberg Hp (seit 14. Juni 2020)[2] \| \| \| 23,4 \| Jaderberg \| Jaderberg \| \| \| 23,0 \| Jaderberg (Üst) \| Jaderberg (Üst) \| \| \| 17,6 \| Hahn (Oldb) \| Hahn (Oldb) \| \| \| 12,2 \| Rastede \| Rastede \| \| \| \| Bundesautobahn 29 \| \| \| \| 8,6 \| Neusüdende (Awanst, ehem. Hp) \| Neusüdende (Awanst, ehem. Hp) \| \| \| 5,6 \| Ofenerdiek (Üst, ehem. Bf) \| Ofenerdiek (Üst, ehem. Bf) \| \| \| \| ehem. Strecke zum Fliegerhorst Oldenburg \| \| \| \| 3,3 \| Bürgerfelde \| Bürgerfelde \| \| \| 2,4 \| Alexanderstraße (Üst für Bauzustand) \| Alexanderstraße (Üst für Bauzustand) \| \| \| 1,2 \| Strecke von Leer \| Strecke von Leer \| \| \| \| alte Streckenführung (bis 1966) \| \| \| \| \| Pferdemarktbrücke \| \| \| \| 0,9 \| Hp Ziegelhofstraße \| Hp Ziegelhofstraße \| \| \| \| Peterstraße/Ziegelhofstraße \| \| \| \| \| Georgstraße \| \| \| \| \| Heiligengeiststraße \| \| \| \| \| Rosenstraße \| \| \| \| \| \| \| \| \| 0,0 \| Oldenburg (Oldb) Hbf \| Oldenburg (Oldb) Hbf \| \| \| \| ehem. Strecke nach Brake \| \| \| \| \| Hunte (Klappbrücke) \| \| \| \| \| Strecke nach Bremen \| \| \| \| \| Strecke nach Osnabrück \| \| |                                                  |                                          |                                          |
| Kopfbahnhof Streckenanfang | 52,4                                             | Wilhelmshaven (bis 2011 Hbf)             | Wilhelmshaven (bis 2011 Hbf)             |
| ehemaliger Bahnhof | 50,7                                             | Rüstringen                               | Rüstringen                               |
| Abzweig geradeaus und ehemals von links |                                                  | Oststrecke vom Innenhafen                | Oststrecke vom Innenhafen                |
| ehemalige Blockstelle | 50,3                                             | Wilhelmshaven West (Awanst, ehem. Bf)    | Wilhelmshaven West (Awanst, ehem. Bf)    |
| Brücke über Wasserlauf |                                                  | Ems-Jade-Kanal (Klappbrücke)             | Ems-Jade-Kanal (Klappbrücke)             |
| ehemaliger Bahnhof | 48,1                                             | Mariensiel                               | Mariensiel                               |
| Abzweig geradeaus und von rechts |                                                  | Küstenbahn von Jever, vom JadeWeserPort  | Küstenbahn von Jever, vom JadeWeserPort  |
| Abzweig geradeaus und von links |                                                  | Südstrecke vom Innenhafen                | Südstrecke vom Innenhafen                |
| Bahnhof | 45,0                                             | Sande                                    | Sande                                    |
| ehemaliger Bahnhof | 38,9                                             | Ellenserdamm                             | Ellenserdamm                             |
| Brücke über Wasserlauf |                                                  | Ellenserdammer Tief                      | Ellenserdammer Tief                      |
| Brücke über Wasserlauf |                                                  | Woppenkamper Bäke                        | Woppenkamper Bäke                        |
| Abzweig geradeaus und ehemals nach rechts |                                                  | ehem. Strecke nach Ocholt                | ehem. Strecke nach Ocholt                |
| ehemalige Überleitstelle / Spurwechsel | 37,5                                             | Schwarzer Rabe (Üst)                     | Schwarzer Rabe (Üst)                     |
| ehemaliger Haltepunkt / Haltestelle | 33,9                                             | Dangast                                  | Dangast                                  |
| Abzweig geradeaus und ehemals von rechts |                                                  | ehem. Strecke von Neuenburg (Oldb)       | ehem. Strecke von Neuenburg (Oldb)       |
| Bahnhof | 30,8                                             | Varel (Oldb)                             | Varel (Oldb)                             |
| Abzweig geradeaus und ehemals nach links |                                                  | ehem. Strecke zum Vareler Hafen          | ehem. Strecke zum Vareler Hafen          |
| Abzweig geradeaus und ehemals nach links |                                                  | ehem. Strecke nach Rodenkirchen          | ehem. Strecke nach Rodenkirchen          |
| Haltepunkt / Haltestelle | 23,9                                             | Jaderberg Hp (seit 14. Juni 2020)        | Jaderberg Hp (seit 14. Juni 2020)        |
| ehemaliger Bahnhof | 23,4                                             | Jaderberg                                | Jaderberg                                |
| Überleitstelle / Spurwechsel | 23,0                                             | Jaderberg (Üst)                          | Jaderberg (Üst)                          |
| ehemaliger Bahnhof | 17,6                                             | Hahn (Oldb)                              | Hahn (Oldb)                              |
| Bahnhof | 12,2                                             | Rastede                                  | Rastede                                  |
| Strecke mit Straßenbrücke |                                                  | Bundesautobahn 29                        | Bundesautobahn 29                        |
| Blockstelle | 8,6                                              | Neusüdende (Awanst, ehem. Hp)            | Neusüdende (Awanst, ehem. Hp)            |
| Überleitstelle / Spurwechsel | 5,6                                              | Ofenerdiek (Üst, ehem. Bf)               | Ofenerdiek (Üst, ehem. Bf)               |
| Abzweig geradeaus und ehemals nach rechts |                                                  | ehem. Strecke zum Fliegerhorst Oldenburg | ehem. Strecke zum Fliegerhorst Oldenburg |
| ehemaliger Haltepunkt / Haltestelle | 3,3                                              | Bürgerfelde                              | Bürgerfelde                              |
| Überleitstelle / Spurwechsel | 2,4                                              | Alexanderstraße (Üst für Bauzustand)     | Alexanderstraße (Üst für Bauzustand)     |
| Abzweig geradeaus und von rechts | 1,2                                              | Strecke von Leer                         | Strecke von Leer                         |
| Verschwenkung von links · Verschwenkung von rechts (Strecke außer Betrieb) |                                                  | alte Streckenführung (bis 1966)          | alte Streckenführung (bis 1966)          |
| Brücke · Strecke (außer Betrieb) |                                                  | Pferdemarktbrücke                        | Pferdemarktbrücke                        |
| Brücke · Haltepunkt / Haltestelle (Strecke außer Betrieb) | 0,9                                              | Hp Ziegelhofstraße                       | Hp Ziegelhofstraße                       |
| Brücke · Bahnübergang (Strecke außer Betrieb) |                                                  | Peterstraße/Ziegelhofstraße              | Peterstraße/Ziegelhofstraße              |
| Brücke · Bahnübergang (Strecke außer Betrieb) |                                                  | Georgstraße                              | Georgstraße                              |
| Brücke · Bahnübergang (Strecke außer Betrieb) |                                                  | Heiligengeiststraße                      | Heiligengeiststraße                      |
| Brücke · Bahnübergang (Strecke außer Betrieb) |                                                  | Rosenstraße                              | Rosenstraße                              |
| Verschwenkung nach links · Verschwenkung nach rechts (Strecke außer Betrieb) |                                                  |                                          |                                          |
| Bahnhof mit S-Bahn-Halt | 0,0                                              | Oldenburg (Oldb) Hbf                     | Oldenburg (Oldb) Hbf                     |
| Abzweig geradeaus und ehemals nach links |                                                  | ehem. Strecke nach Brake                 | ehem. Strecke nach Brake                 |
| Brücke über Wasserlauf |                                                  | Hunte (Klappbrücke)                      | Hunte (Klappbrücke)                      |
| Abzweig geradeaus und nach links |                                                  | Strecke nach Bremen                      | Strecke nach Bremen                      |
| Strecke |                                                  | Strecke nach Osnabrück                   | Strecke nach Osnabrück                   |

Die Bahnstrecke Oldenburg–Wilhelmshaven ist eine zweigleisige, elektrifizierte Hauptbahn im Nordwesten Niedersachsens. Sie verläuft in Nord-Süd-Richtung zwischen der Hafenstadt Wilhelmshaven und der kreisfreien Stadt Oldenburg.

## Geschichte
Die Strecke wurde als Gemeinschaftsprojekt der Großherzoglich Oldenburgischen Staatsbahn (GOE) und der Preußischen Staatsbahn zusammen mit der Bahnstrecke Bremen–Oldenburg geplant und erbaut. Sie sollte den preußischen Marinehafen in Wilhelmshaven (damals Heppens) anbinden und den Norden des Großherzogtums erschließen. Sie wurde am 18. Juli 1867 offiziell eröffnet, tatsächlich aber erst am 3. September 1867 fahrplanmäßig in Betrieb genommen.
Die Zuständigkeit für die Strecke wurde 1920 von der Reichsbahndirektion Oldenburg übernommen. Zum 1. April 1920 erfolgte der Übergang der Oldenburgischen Staatsbahn zur Deutschen Reichsbahn (1920–1945).

### Ausbau für den JadeWeserPort

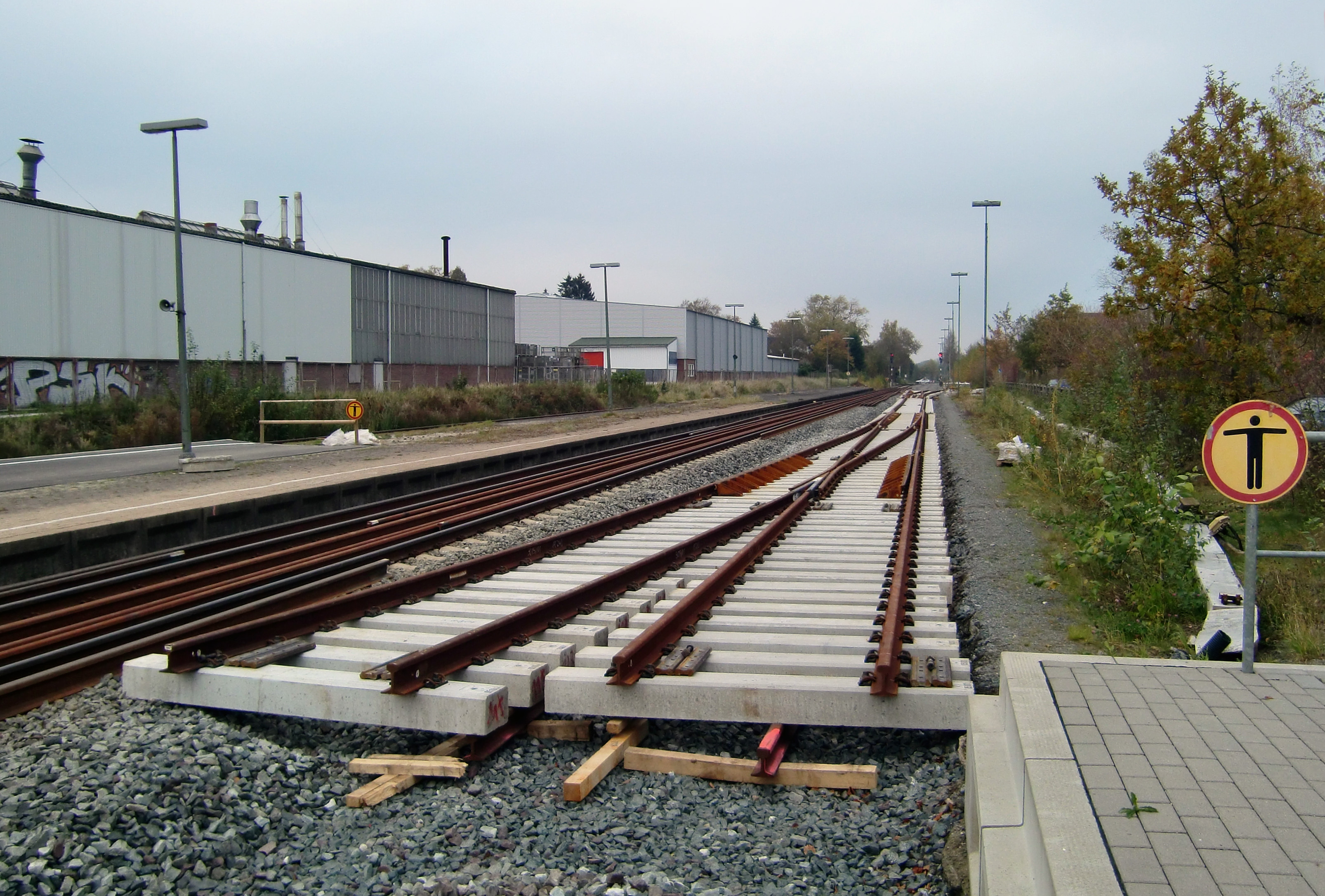
Gleisbauarbeiten 2011 in Rastede

Die Elektrifizierung und der zweigleisige Ausbau der gesamten Strecke wurde im Bundesverkehrswegeplan 2003 in die Kategorie „Vordringlicher Bedarf“, der höchsten Priorisierungsstufe, eingestuft. Im August 2006 wurde vom damaligen Vorstandsvorsitzenden der Deutschen Bahn AG, Hartmut Mehdorn, eine Zusage an den damaligen niedersächsischen Ministerpräsidenten Christian Wulff über die Umsetzung bis zum Jahr 2010 gemacht. Die veranschlagten Kosten wurden seinerzeit mit 22 Millionen Euro beziffert.
Im November 2008 wurde der Ausbau in das „Arbeitsplatzprogramm Bauen und Verkehr“ der Bundesregierung aufgenommen. Erst Anfang August 2011 bis zum Fahrplanwechsel im Dezember 2012 war die Strecke zwischen Rastede und Wilhelmshaven wegen der Ausbauarbeiten zur Zweigleisigkeit im Rahmen des Baus des JadeWeserPorts für den Zugverkehr gesperrt. Zwischen Rastede und Wilhelmshaven verkehrten in dieser Zeit nur Busse des Schienenersatzverkehrs, die von der VWG Oldenburg als Partner der NWB bereitgestellt wurden. Vor Beginn der Realisierung wurden die Kosten für den Ausbau mit 120 Millionen Euro angegeben. Im Gegensatz zu den ursprünglichen Schätzungen von 2006 war in dieser Summe die Elektrifizierung nicht mehr enthalten.
Während der Ausbau zur Zweigleisigkeit und für eine Höchstgeschwindigkeit von 100 km/h bis Ende 2012 umgesetzt werden konnte, wurde die Elektrifizierung der Strecke zunächst zurückgestellt. Ungeachtet der langen Planungsphase und der Tatsache, dass die Strecke vor dem Zweiten Weltkrieg bereits zweigleisig war, stellten die Bodenverhältnisse die Bahn vor erhebliche Probleme. Zum Fahrplanwechsel im Dezember 2014 wurde auf dem Streckenabschnitt Rastede – Varel (Oldb) die Höchstgeschwindigkeit auf 120 km/h erhöht.
Ein 10,6 Kilometer langer Abschnitt der Strecke zwischen Sande und Varel wurde zwischen April 2017 und März 2020 saniert, dabei fanden Streckensperrungen nur während der Wochenenden statt. Die zulässige Achslast wurde von 22,5 auf 23,5 t und die Höchstgeschwindigkeit auf 120 km/h erhöht. Die Arbeiten waren 4 Wochen vor dem geplanten Termin fertig und kosteten rund 100 Millionen Euro.
Bis zum 22. Dezember 2015 lief das Anhörungsverfahren zur Elektrifizierung, deren Kosten auch in dem weiter erhöhtem Baubudget nicht enthalten sind. Nach den Bauverzögerungen wurde die Elektrifizierung der Strecke 2015 begonnen. Die Kosten wurden auf 423 Millionen Euro veranschlagt. Die Elektrifizierung war im Oktober 2022 abgeschlossen. Die Kosten des Gesamtprojektes zwischen Oldenburg und Wilhelmshaven wurde Anfang 2020 auf 1,1 Milliarden Euro beziffert.
Die Aufnahme des Betriebes des JadeWeserPorts im September 2012 sollte das Aufkommen an Güterzügen erheblich steigern. Die Planung sah eine Steigerung von acht auf 44 bis 60 Züge vor. Diese Prognose wurde bisher (Stand: 2019) durch die Nichtauslastung des Hafens bei weitem nicht erreicht.

### Weiterer Ausbau
Für den Personenverkehr wurde wieder ein Haltepunkt in Jaderberg errichtet. Der Plan, zwei 55 Zentimeter hohe Außenbahnsteige zu bauen, wurde vom Eisenbahn-Bundesamt am 29. November 2018 festgestellt.
Im Mai 2019 wurde mit dem Bau begonnen; nach Problemen bei der Bauplanung wurde der neue Haltepunkt am 14. Juni 2020 in den Fahrplan aufgenommen.
Zusätzlich wurde zwischen August 2019 und Juni 2021 der Bahnhof Sande für den neuen Zugbetrieb um- und für den heutigen Standard ausgebaut. Im Zuge der Baumaßnahmen entfiel in Sande der Bahnübergang Deichstraße und wurde durch eine Straßenbrücke sowie einen Fuß- und Radwegtunnel ersetzt. Dieser befindet sich jedoch zu weit nördlich für eine direkte Bahnsteiganbindung. Sollte künftig der Mittelbahnsteig im Bahnhof Sande (Gleise 3/4) wiederhergestellt werden, um eine Ausweitung des Personenverkehrs zu ermöglichen, müsste dafür eine eigene Gleisquerung eingerichtet werden.

## Streckenbeschreibung
Die Strecke mit der VzG-Streckennummer 1522 ist seit 2014 wieder durchgängig zweigleisig und seit Dezember 2014 für eine Höchstgeschwindigkeit von bis zu 120 km/h ausgelegt.
Die Weichen und Signale zwischen Oldenburg und Wilhelmshaven werden durch ESTW aus Hannover ferngesteuert. Der Bahnhof Oldenburg wird weiterhin von Fahrdienstleitern vor Ort bedient.

## Verkehr

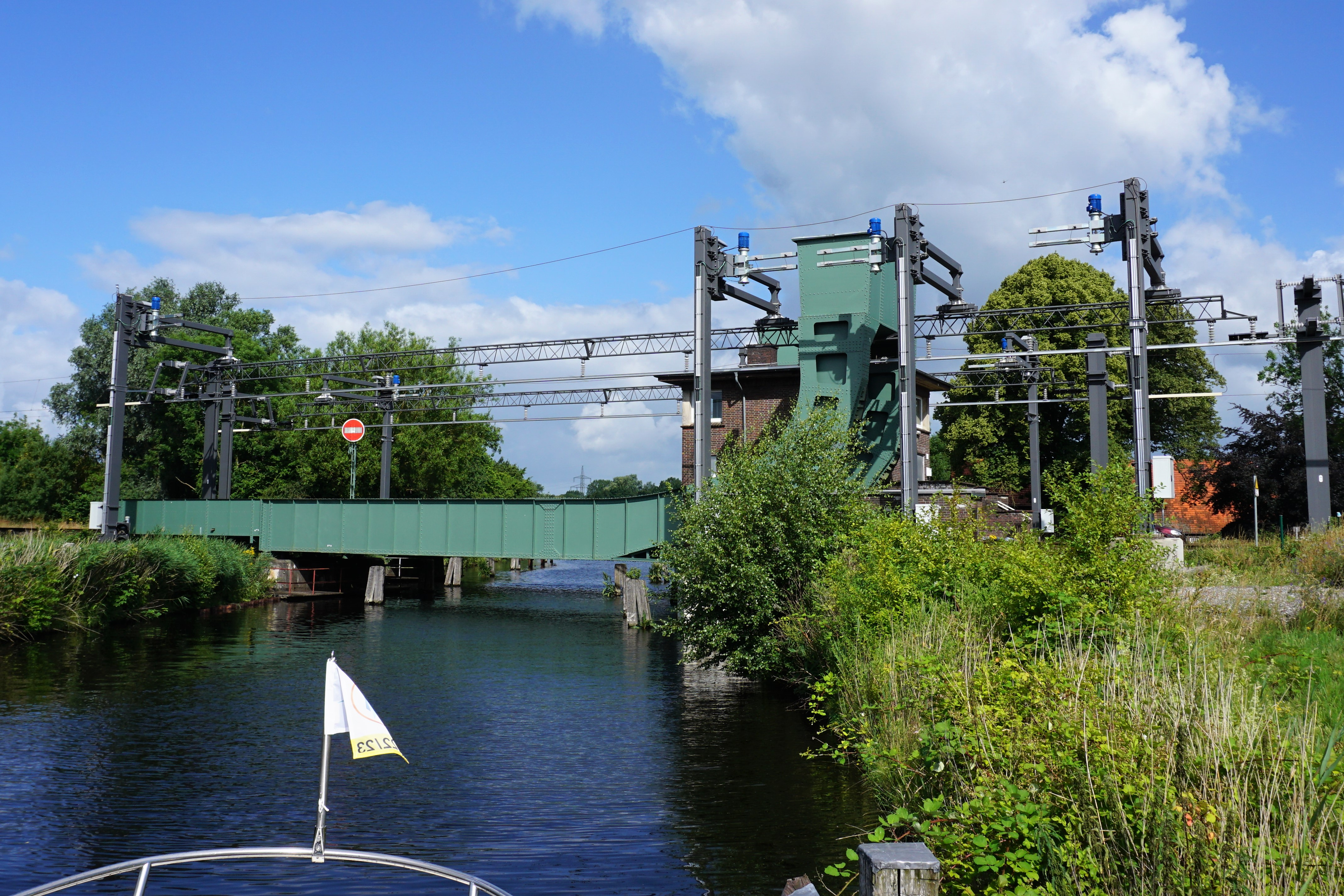
Die Bahnstrecke quert den Ems-Jade-Kanal auf einer für die Schifffahrt aufklappbaren Brücke in Wilhelmshaven. Die torförmige Aufwölbung ist das Gegengewicht. Im September 2022 erhielt die Brücke eine Oberleitung.

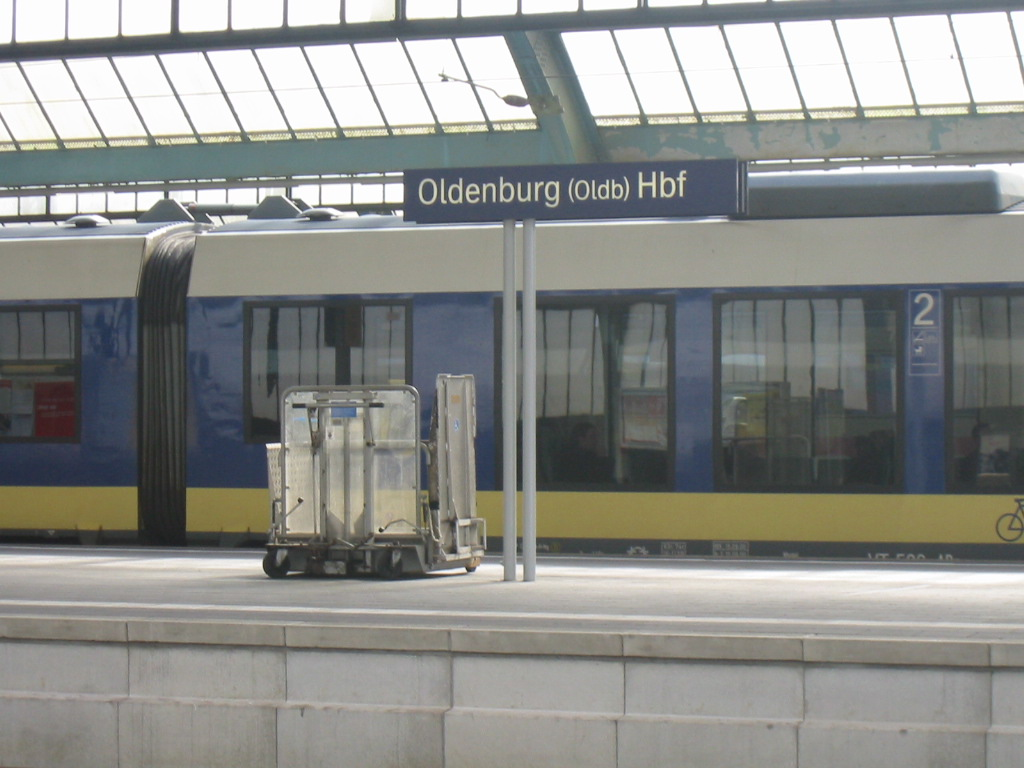
NWB nach Wilhelmshaven in Oldenburg (Oldb) Hbf

Zur Zeit der Deutschen Reichsbahn erlebte die Strecke ihre Blütezeit. So fuhr unter anderem, bedingt durch den Status als Kriegsmarine-Standort, zwischen 1938 und 1939 tagtäglich ein Schnelltriebwagen von Wilhelmshaven über die Amerikalinie nach Berlin Lehrter Bahnhof und zurück. Von den 1950er bis in die 1970er Jahre gab es noch Schnellzug-Langläufe nach Basel SBB oder Zürich Hauptbahnhof sowie nach Frankfurt (Main) Hauptbahnhof. Kurswagen-Verbindungen waren nach Berlin Stadtbahn, München und Stuttgart möglich. Saisonal verkehrten so genannte Gastarbeiterzüge nach Jugoslawien und Griechenland ab Wilhelmshaven. Während der Hannover-Messe verkehrte auf der Strecke der 1. Klasse (später auch 2. Klasse) Messe-Kapitän nach Hannover-Messebahnhof. In den 1970er Jahren verlor die Strecke beim Personen-Fernverkehr langsam ihre Bedeutung. Die Endbahnhöfe im Fernverkehr waren Lindau, München, Stuttgart und Frankfurt. Die Strecke war auch in das DC-System eingebunden. So fuhren vier Zugpaare täglich zwischen Wilhelmshaven und Bremen, um dort Anschluss an das IC-Netz herzustellen. Hierbei kamen auch Schnellzugwagen in der damals aktuellen Pop-Lackierung zum Einsatz. Mit Einführung des InterRegio-Verkehrs waren Berlin, Cottbus und Leipzig ab Wilhelmshaven direkt zu erreichen. Bis circa Mitte der 1990er Jahre existierte zudem ein tägliches Schnellzugpaar (Koblenz –) Köln – Wilhelmshaven sowie ein (primär für Wochenend-Bundeswehr-Familienpendler) angebotener Schnellzug ausschließlich zweiter Klasse von Mönchengladbach nach Wilhelmshaven.
Die Deutsche Bahn setzte bis 2000 Dieseltriebwagen der Baureihe 624 und für die InterRegio bis 2002 Diesellokomotiven der Baureihe 218 ein.

### Seit 2000
Der Betrieb des Regionalverkehrs Osnabrück–Wilhelmshaven wurde gemeinsam mit zwei weiteren Linien im „Weser-Ems“-Netz vergeben, welches das erste Vergabenetz war, das die Landesnahverkehrsgesellschaft Niedersachsen ausgeschrieben hatte. Den Zuschlag erhielt die NordWestBahn, die zum 5. November 2000 den Betrieb mit Dieseltriebzügen vom Typ LINT aus dem Fahrzeugpool der LNVG aufnahm. Die Fahrzeit zwischen Oldenburg und Wilhelmshaven reduzierte sich im Vergleich zur Verbindung mit der Deutschen Bahn von 55 bis 65 Minuten auf heute 46 Minuten. Durch Verringerungen von Standzeiten und dem Ausbau der Infrastruktur im weiteren Streckenverlauf konnte die Fahrzeit zwischen Wilhelmshaven und Osnabrück um 45 Minuten gesenkt werden. In Oldenburg besteht ein Taktknoten mit Anschlüssen zu den RE-/IC-Zügen der Relation Bremen–Emden. Lediglich zur Linie RS 3 besteht eine längere Umstiegszeit. In Sande besteht jeweils ein kurzer Anschluss zu den Zügen Richtung Esens am gleichen Bahnsteig.
Die Interregiolinie der Deutschen Bahn wurde im Dezember 2002 eingestellt. Danach wurden wenige direkte Zugpaare im Nahverkehr zwischen Wilhelmshaven und Bremen eingeführt.
Der Verkehrsvertrag des Weser-Ems-Netzes wurde Anfang 2005 freihändig von der LNVG um zwölf Jahre bis 2017 verlängert. Durch das verbesserte Angebot hat sich die Nachfrage zwischen den Jahren 2000 und 2008 verdoppelt. Im Durchschnitt nutzten 2009 jeden Tag 11.800 Personen das Zugangebot auf der Strecke Osnabrück–Wilhelmshaven. Für die Zeiträume 2017–2026 und 2026–2035 wurden erneut Verkehrsverträge für das Weser-Ems-Netz an die NordWestBahn vergeben.
Die Strecke wird im Stundentakt mit Diesel-Triebzügen des Typs Lint 41 bedient, die je nach Verkehrsaufkommen gekuppelt in Mehrfachtraktion eingesetzt werden. Die relativ hohe Durchschnittsgeschwindigkeit beträgt 73 km/h. Aufgrund dessen und der Verbindungsfunktion zwischen den drei Oberzentren Osnabrück, Oldenburg und Wilhelmshaven wird die Verbindung durch die LNVG als Expresslinie mit der Bezeichnung „RE 18“ geführt.
Seit dem 11. Dezember 2022 verkehren sechs Zugpaare als Linie RS 3 der Regio-S-Bahn Bremen/Niedersachsen zwischen Wilhelmshaven und Oldenburg anstelle des bis dahin verkehrenden und ebenfalls von der NordWestBahn betriebenen RE 19, der in der Woche vierstündlich zwischen Wilhelmshaven und Bremen verkehrte.
Im Güterverkehr wird die Strecke hauptsächlich von Container-Zügen vom oder zum JadeWeserPort bedient, es gibt aber auch Kohletransporte vom Bulk Terminal Wilhelmshaven und Mineralöltransporte von den Tanklagern auf dem Gelände der ehemaligen Wilhelmshavener Raffinerie.

### Zukünftiger Verkehr
Nach Abschluss der Elektrifizierung sollte ursprünglich ab Dezember 2022 die im Zweistundentakt zwischen Hannover und Norddeich Mole verkehrende Linie RE 1 in Oldenburg geflügelt werden und ein Zugteil nach Wilhelmshaven fahren. Die Linie RE 18 aus Osnabrück würde dann alle zwei Stunden bereits in Oldenburg enden. Da sich zunächst die Ausschreibung der dafür benötigten Züge verzögerte, und auch bei der Auslieferung der Fahrzeuge Verzögerungen angekündigt sind, verschiebt sich die Einführung der Flügelung. Im November 2024 wurde angekündigt, dass die ersten neuen Triebzüge im März 2026 zur Verfügung stehen sollen.

## Tarif
Die Züge können im Rahmen eines Anerkennungsvertrages zwischen Deutscher Bahn und NordWestBahn mit bundesweit erhältlichen Fahrkarten benutzt werden. Zwischen Jaderberg und Oldenburg (Oldb) Hauptbahnhof gilt der Tarif des Verkehrsverbundes Bremen/Niedersachsen (VBN). Fahrscheine für den Nahverkehr können an Automaten an den Bahnhöfen gelöst werden. Die ehemals in den Zügen vorhandenen Automaten wurden 2018 zunächst abgeschaltet und mittlerweile ausgebaut. Das DB-Kundencenter im Bahnhofsbereich Wilhelmshaven wurde 2016 von der NordWestBahn übernommen und zum Fahrplanwechsel im Dezember 2021 geschlossen.

## Bildergalerie Bahnhöfe und Haltepunkte

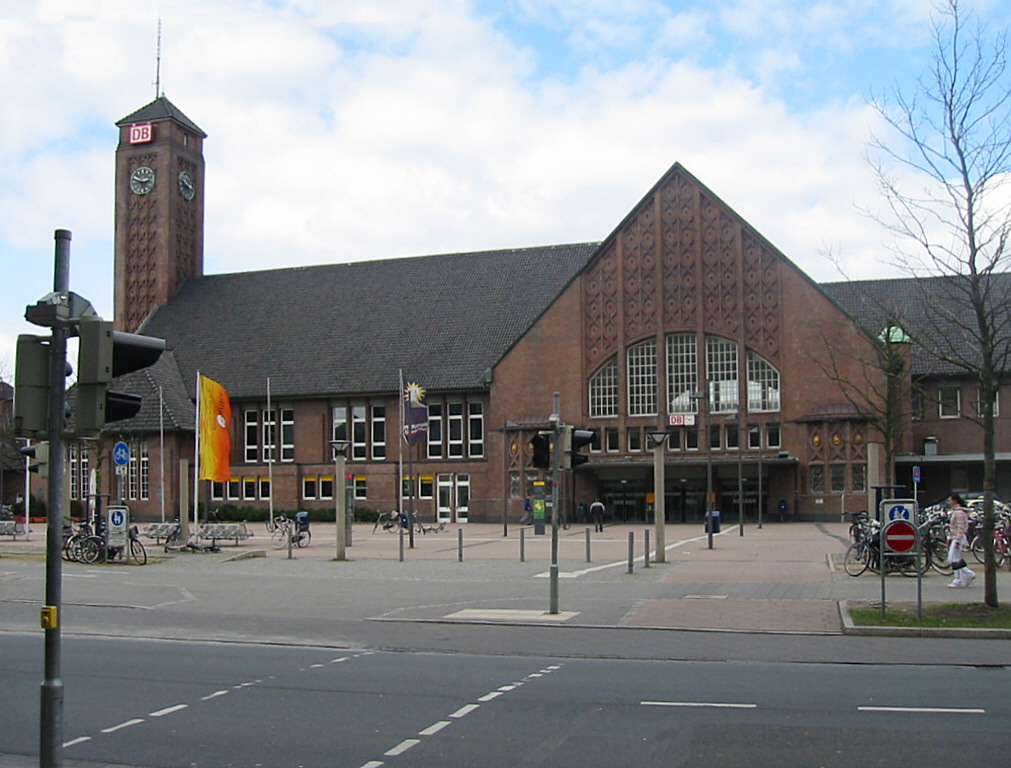
Oldenburg Hauptbahnhof, 2006
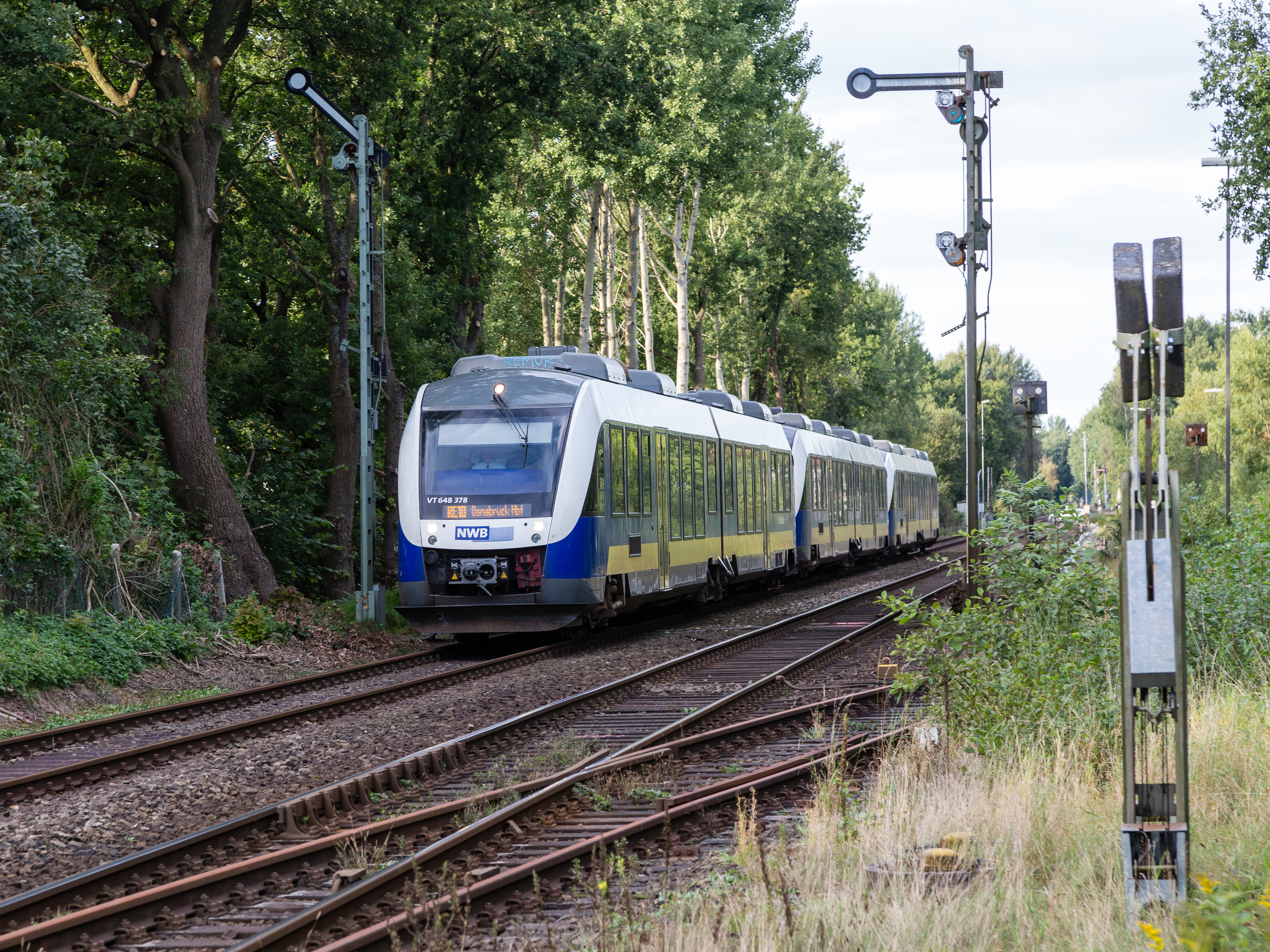
Strecke in OL-Ofenerdiek
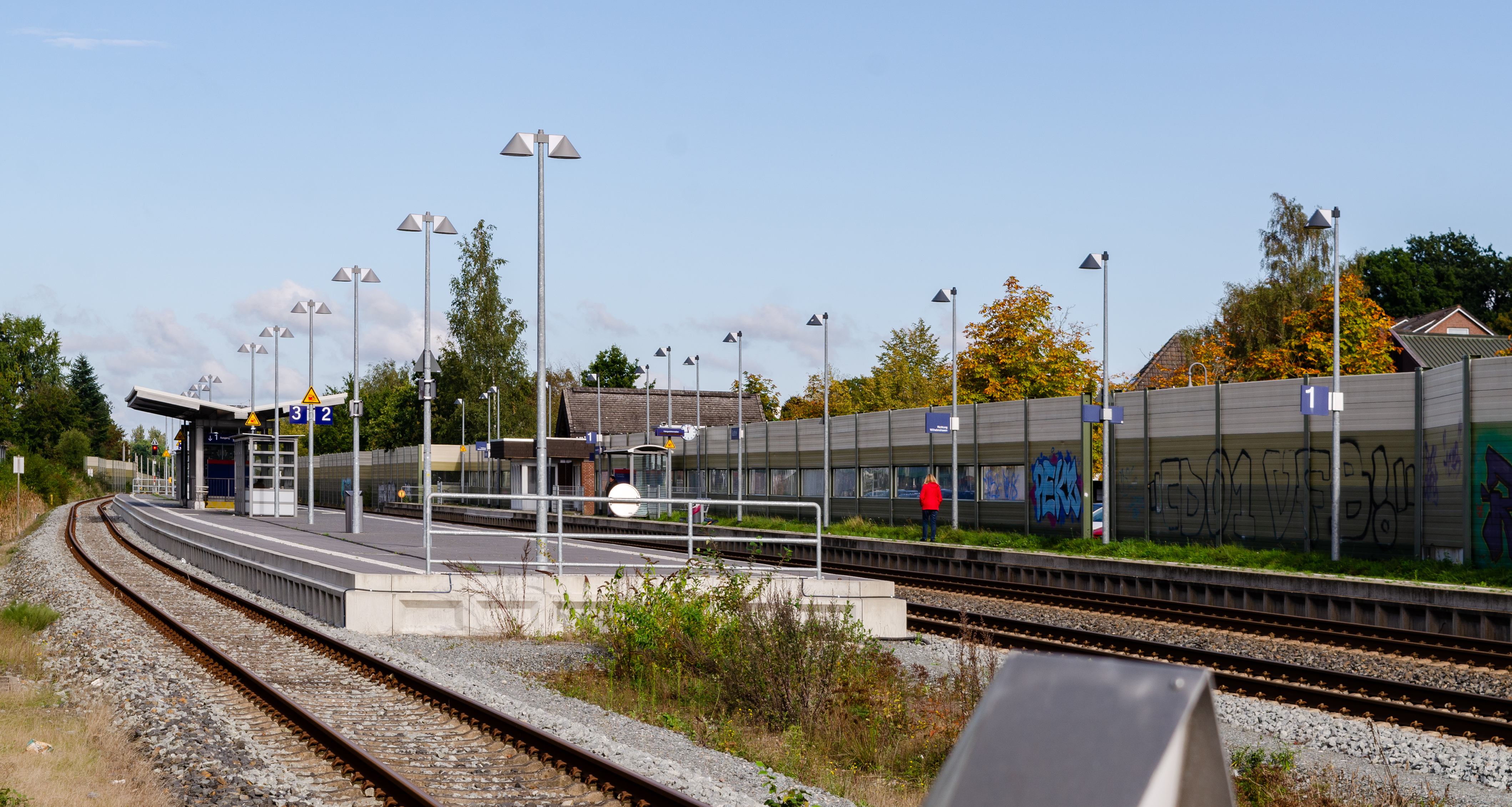
Bahnhof Rastede, 2019
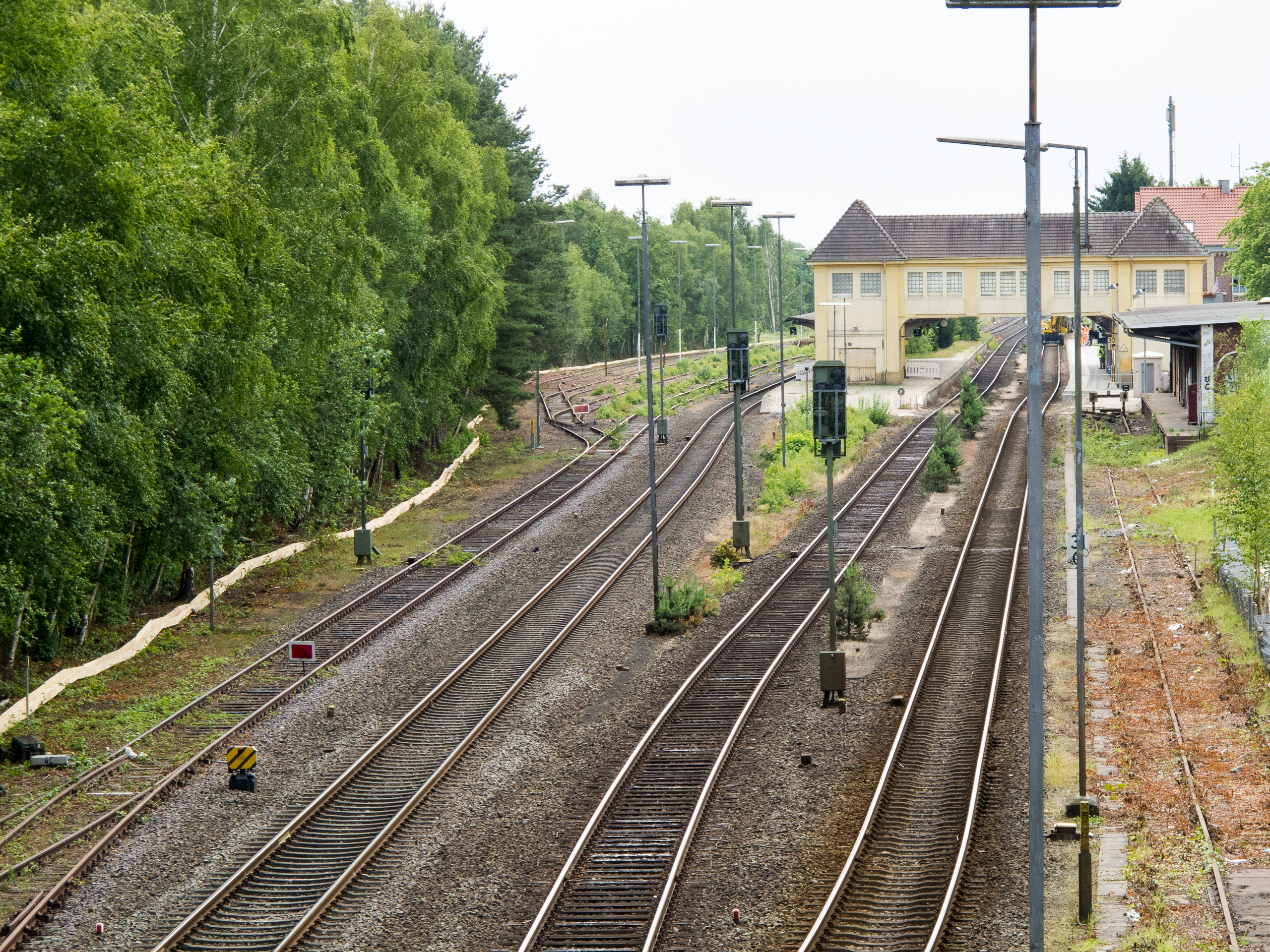
Bahnhof Varel Nordseite, 2011
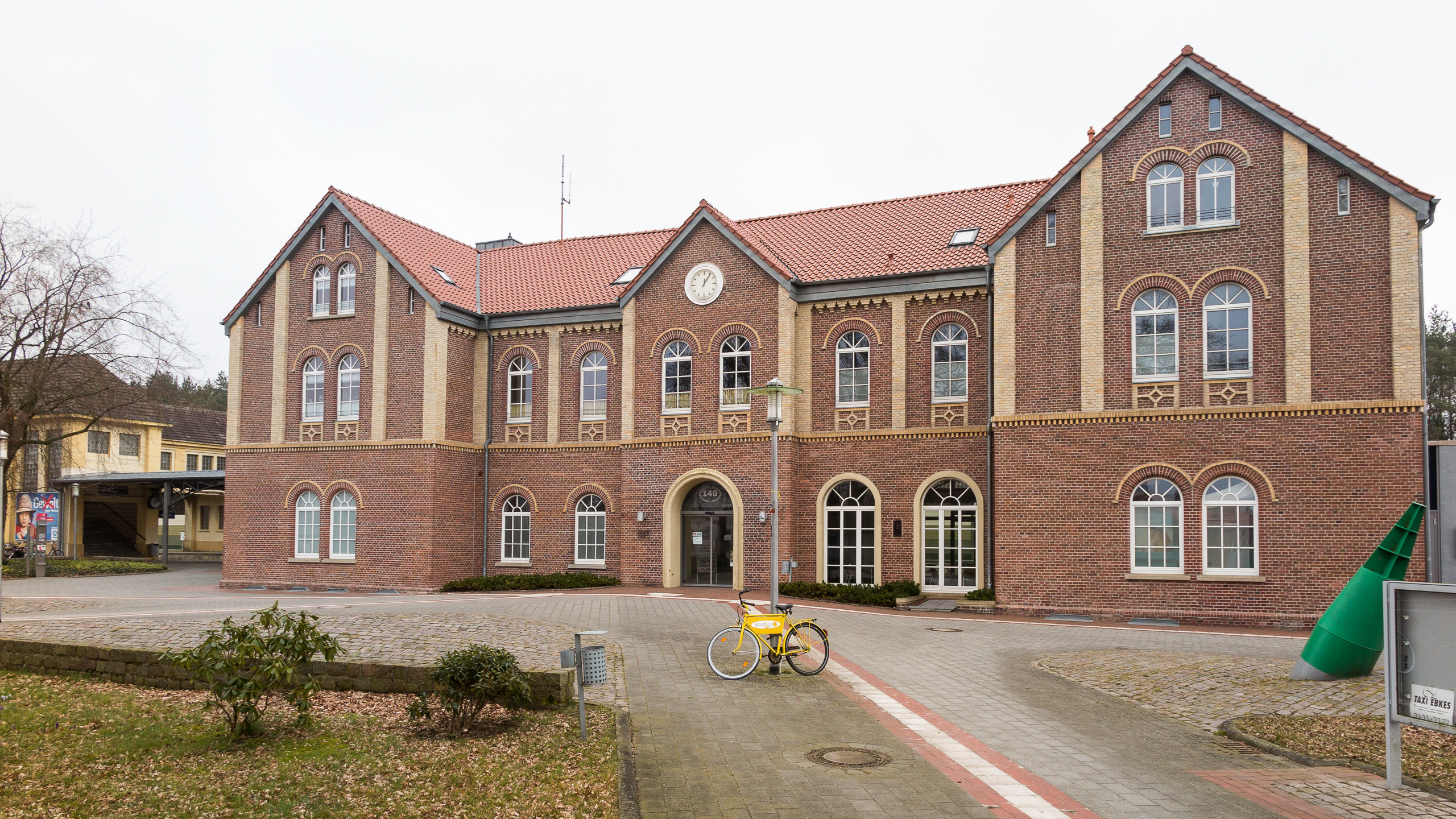
Empfangsgebäude Varel, 2016
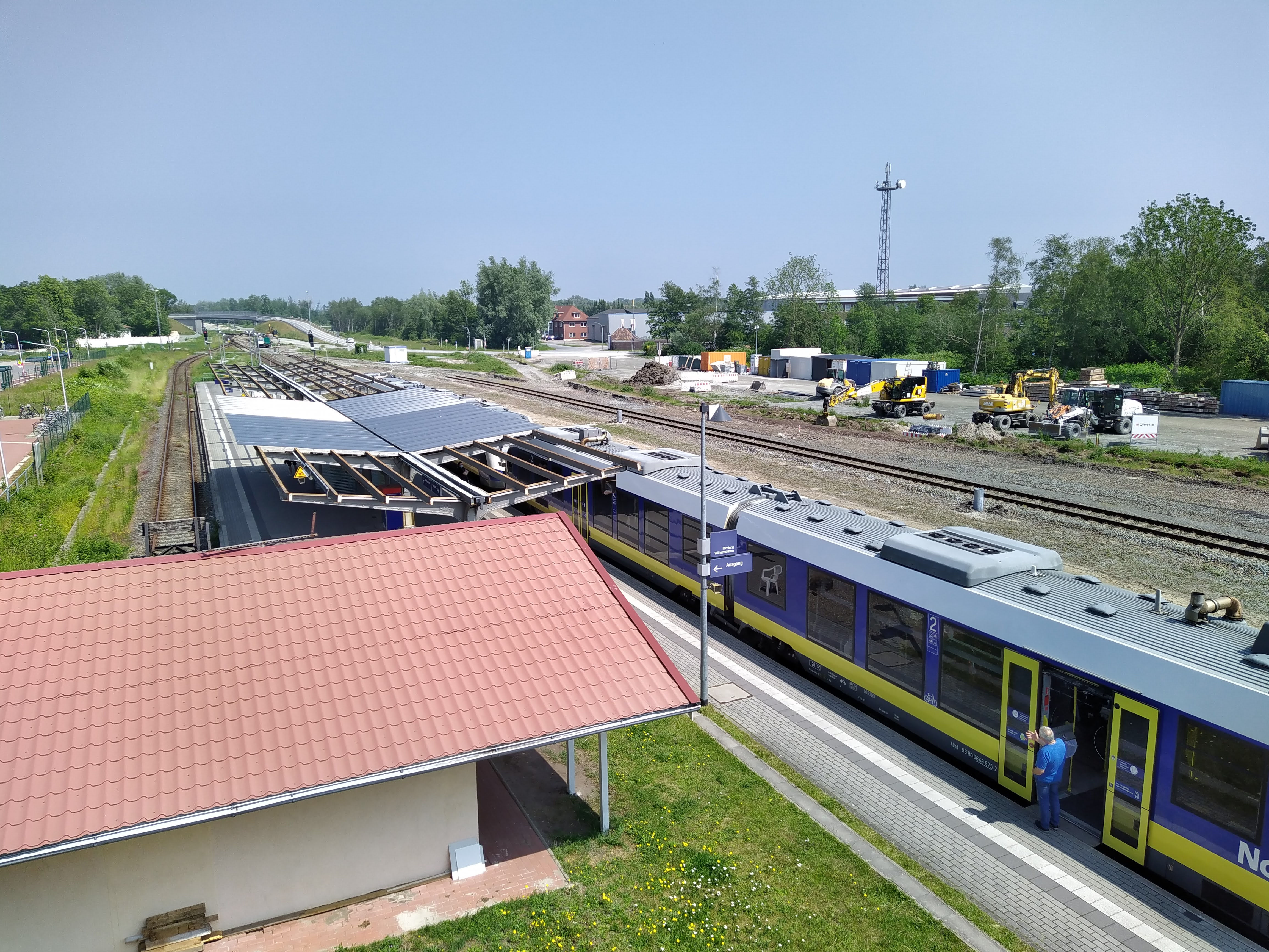
Bahnhof Sande, 2020
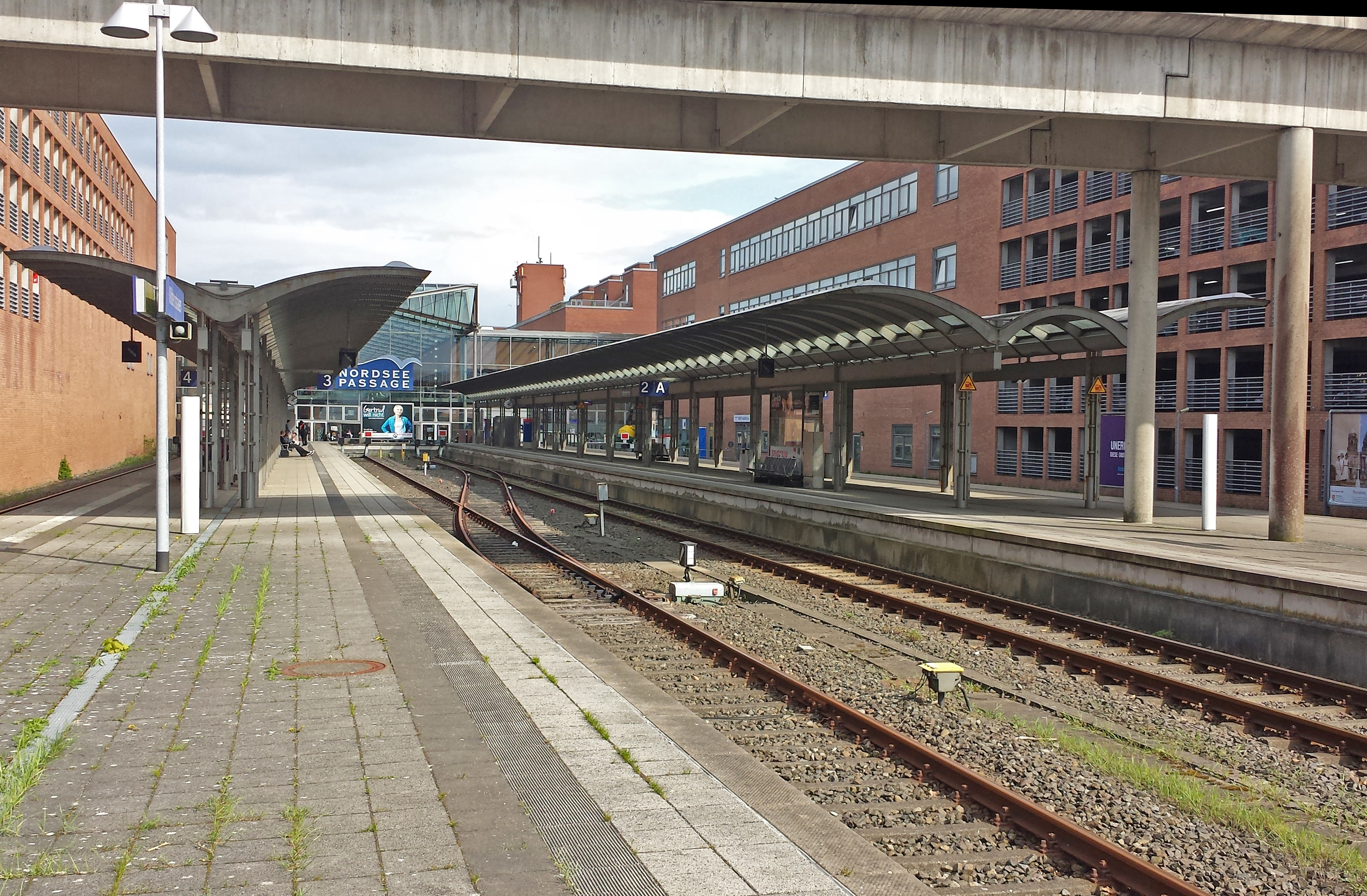
Bahnhof Wilhelmshaven, 2018